# Elena Trapé
Elena Trapé (Barcelona, 1976) es una directora de cine y guionista española.

## Trayectoria
Se licenció en Historia del Arte por la Universidad Autónoma de Barcelona, hizo un máster en Gestión Cultural en el 2000 y se graduó en la ESCAC (Escuela Superior de Cine y Audiovisuales de Cataluña) en 2004 en la especialidad de Dirección. Profesionalmente compagina su actividad docente en la ESCAC, con la realización publicitaria en la productora Tesauro.
No quiero la noche fue su proyecto de graduación y su primer cortometraje en 35mm. Pijamas es su segundo cortometraje en 35mm. En verano de 2008 rodó La Ruïna, su primera tv-movie, estrenada en 2009 y nominada a mejor película para televisión en los premios Gaudí 2010. En 2010 terminó Blog, su ópera prima, escrita y rodada gracias al proyecto Ópera prima de la ESCAC y acogida en el festival de San Sebastián.
En 2015 estrenó el documental Palabras, mapas, secretos y otras cosas, un retrato de la cineasta Isabel Coixet. En 2017 rodó en Berlín Las distancias, protagonizada por Alexandra Jiménez y Miki Esparbé y producida por Marta Ramírez con Coming Soon Films, Miss Wasabi (Isabel Coixet) como productora asociada, RTVE y TV3. La película se impuso como ganadora absoluta del Festival de Cine de Málaga en su vigésimo primera edición celebrada en abril de 2018, al conquistar tanto la Biznaga de Oro a la mejor película española como la Biznaga de Plata a la mejor dirección.

## Filmografía

#### Largometrajes
- Blog (2010)
- Las distancias - Les distàncies (2018)
- Los encantados - Els encantats (2023)

#### Cortometrajes y otros
- No quiero la noche (2006) (corto)
- Pijamas (2008) (corto)
- La Ruïna (2009) (TV-movie)
- Palabras, mapas, secretos y otras cosas (2015) (documental)
- Boca Norte (2019) (miniserie)
- Te lo digo a mí (2020) (corto)

## Premios y distinciones
| Año  | Nominado                                        | Galardón                                           | Resultado | Ref.  |
| ---- | ----------------------------------------------- | -------------------------------------------------- | --------- | ----- |
| 2010 | Festival Internacional de Cine de San Sebastián | Premio TVE - Otra Mirada-Mención especial por Blog | Ganadora  | [ 9 ] |

| Año  | Nominado              | Galardón                                                                                                 | Resultado | Ref.  |
| ---- | --------------------- | --- | --------- | ----- |
| 2018 | 21 Festival de Málaga | Biznaga de Oro a mejor película y Biznaga de Plata a mejor dirección por Les distancies - Las distancias | Ganadora  | [ 7 ] |

| Año  | Nominado              | Galardón                                                     | Resultado | Ref.   |
| ---- | --------------------- | ------------------------------------------------------------ | --------- | ------ |
| 2023 | 26 Festival de Málaga | Biznaga de Plata al mejor guion por encantats-Los encantados | Ganadora  | [ 10 ] |

- 2010 La Ruïna nominación a mejor película para televisión en los premios Gaudí 2010.
- 2018 Las Distancias. Biznaga de Oro a la mejor película española en el Festival de Cine de Málaga.
- 2018 Las Distancias. Biznaga de Plata a la mejor dirección en el Festival de Cine de Málaga.
- 2018 Les distàncies. Nominada a la mejor dirección en los premios Gaudí 2018.
- 2019 Les distàncies. Ganadora del Premio Gaudí a la Mejor Película, otorgado por la Academia del Cine Catalán.[11]